# Утман ібн-Абі-Нісса аль-Хатамі
Утман ібн-Абі-Нісса аль-Хатамі (*араб. عثمان بن أبي نسعة الخثعمي, д/н —після 729) — валі Аль-Андалуса з листопада 728 до квітня 729 року.

## Життєпис
Про походження відсутні відомості. У листопаді 728 року призначено халіфом Хішамом I на посаду валі. Загалом продовжував політику попередників з ісламізації Піренейського півострова та Септиманії, водночас намагався посилити владу Омеядів на цих землях. Намагався придушити спротив християн в Астурії та Кантабрії, проте невдало. У квітні 729 року замінено халіфом на Аль-Хайтама ібн-Убайда. Подальша доля Утмана невідома.